# Aganmalomè
Aganmalomè est l'un des neuf arrondissements de la commune de Kpomassè dans le département de l'Atlantique au Bénin,.

## Géographie

### Localisation
Aganmalomè est situé au centre-est de la commune de Kpomassè. Il est limité au nord par Tokpa-Domè et Sègbèya, et au sud par Sègbohouè puis Kpomassè.

### Administration
Sur les 76 villages et quartiers de ville que compte la commune, l'arrondissement de Aganmalomè groupe 7 villages que sont: 
1. Aganmalomè-Centre
2. Aidjèdo
3. Hessa
4. Kougbédji
5. Kouzoumè
6. Lokossa
7. Nougboyifi

## Histoire
L'arrondissement d'Aganmalomè est une subdivision administrative béninoise. Dans le cadre de la décentralisation au Bénin, Il devient officiellement un arrondissement de la commune de Kpomassè le 27 mai 2013 après la délibération et adoption par l'Assemblée nationale du Bénin en sa séance du 15 février 2013 de la loi n° 2013-O5 du 15/02/2013 portant création, organisation, attributions et fonctionnement des unités administratives locales en République du Bénin

## Démographie
Selon le recensement de la population de 2013 conduit par l'Institut national de la statistique et de l'analyse économique (INSAE), Aganmalomè compte 1054 ménages avec 4 523 habitants,.
| Indicateur           | 2013 |
| -------------------- | ---- |
| Nombre de ménages    | 3454 |
| Population féminine  | 2276 |
| Population masculine | 2247 |
| Population totale    | 4523 |

La population est composée de plusieurs ethnies dont les Adja et les Fon sont majoritaires.

## Galerie de photos

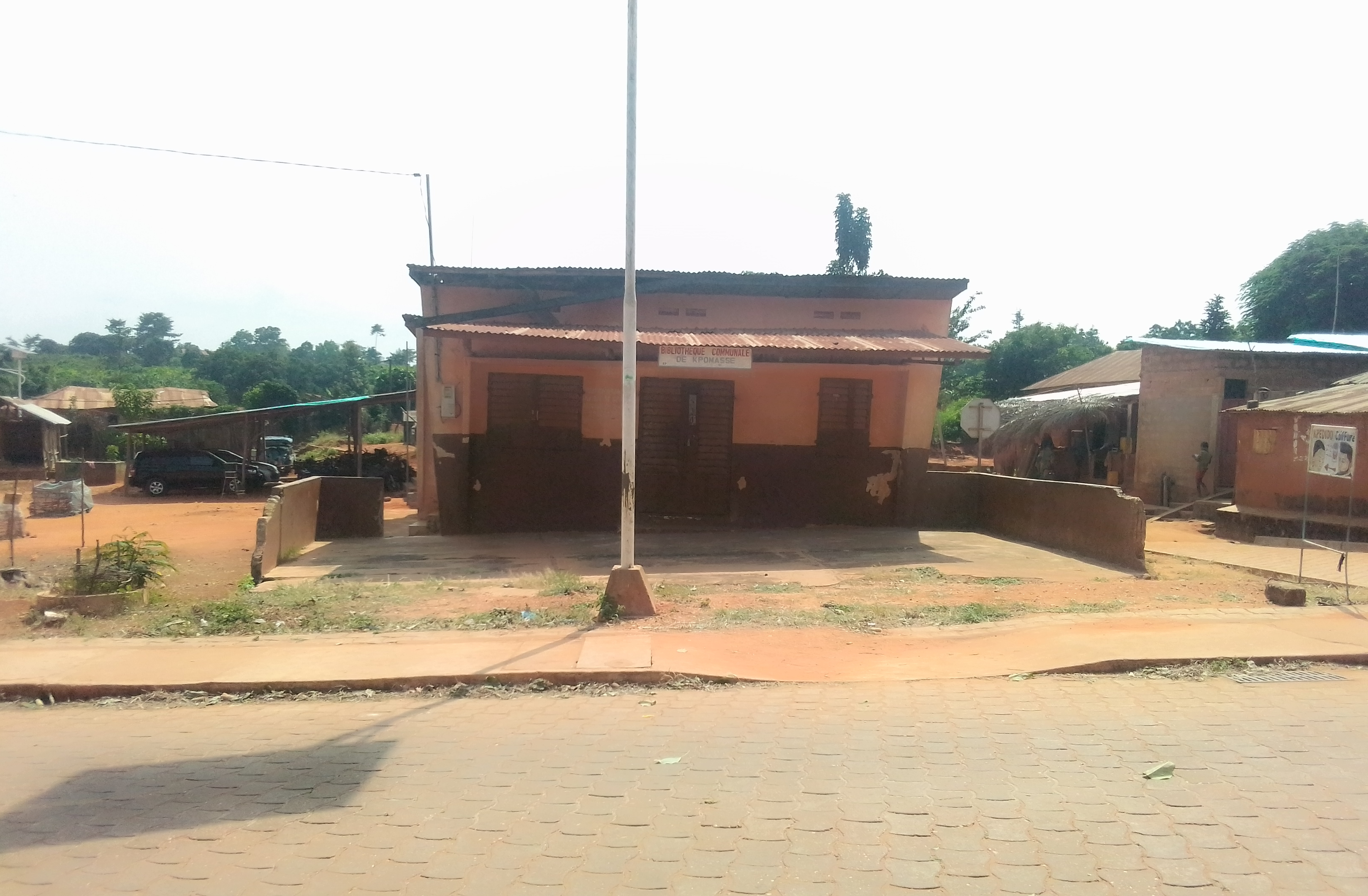
Bibliothèque communale de Kpomassè.
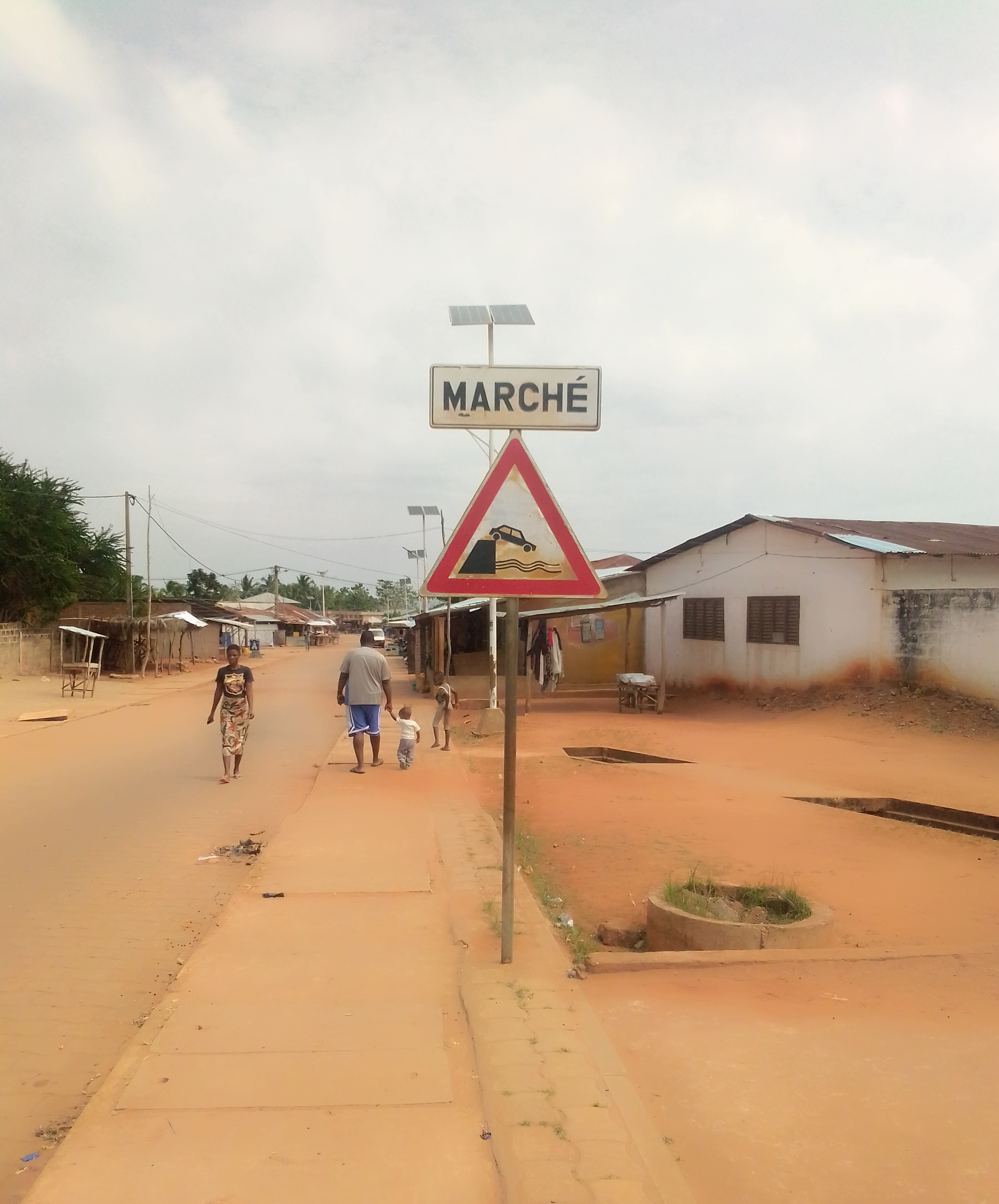
Famille sur la route du marché de Tokpa-Domè.
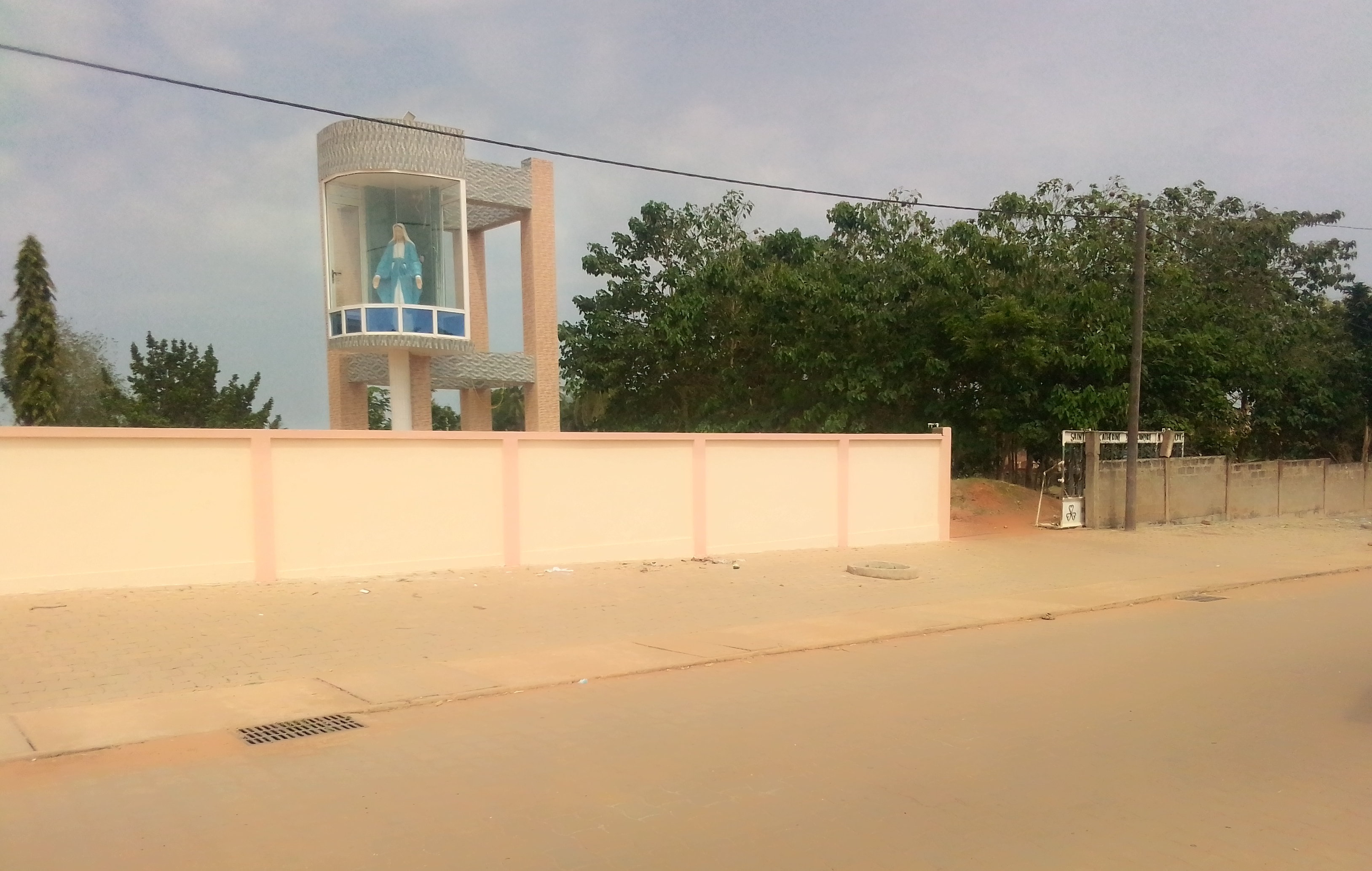
La Vierge Marie de l'église catholique de Tokpa-Domè.